# Tố Hải
Tố Hải, tên khai sinh là Tô Trắp (1937-2022), quê tại Bình Thuận, là nhạc sĩ Việt Nam, được tặng Giải thưởng Nhà nước về Văn học Nghệ thuật năm 2012. Ca khúc Đắk-Krông mùa xuân về là tác phẩm nổi tiếng nhất của ông.

## Tiểu sử
Tố Hải (tên khai sinh là Tô Trắp), sinh ngày 20 tháng 12 năm 1937. Quê ở Bắc Bình, Bình Thuận. 
Năm lên 12 tuổi, Tố Hải tham gia làm liên lạc cho Ủy ban kháng chiến hành chính huyện, sau đó đến năm 1953, khi có một đơn vị bộ đội chủ lực thuộc Trung đoàn 812 (Quân khu 5) đi ngang qua làng mình, Tố Hải liền trốn nhà đi theo. Vào bộ đội, Tố Hải được phân công làm giao liên, được giao thêm nhiệm vụ chép nhạc, kẻ nhạc cho đơn vị. Năm 1955, Tố Hải tập kết ra Bắc. Năm 1961, ông trở lại chiến trường B, tham gia đoàn Văn công giải phóng Khu 5, hoạt động ở vùng Trường Sơn.
Năm 1970, ông trở ra Bắc học Khoa Sáng tác Trường Âm nhạc Việt Nam. Đến năm 1975, ông về tham gia công tác tại Hội Văn nghệ Khánh Hòa. Năm 1976, Tố Hải trở thành hội viên Hội Nhạc sĩ Việt Nam, và là Chi hội trưởng Chi hội Nhạc sĩ Việt Nam ở Khánh Hòa.
Ông mất ngày 4 tháng 7 năm 2022 tại Khánh Hòa.

## Sự nghiệp
Năm 1962, Tố Hải cho ra đời ca khúc Lời ca không tắt viết về nữ anh hùng Trần Thị Vân (Gò Nổi, Điện Bàn, Quảng Nam). Bài hát này đã nhận được giải thưởng Nguyễn Đình Chiểu của Mặt trận Dân tộc Giải phóng miền Nam năm 1965.
Tố Hải sáng tác nhiều và đa dạng đề tài: tình ca, ca khúc truyền thống cho các đơn vị. 
Những tác phẩm tiêu biểu của ông sau này là: Sông Đắc Krông mùa xuân về, Bốn mùa em đi, Sợi khói buôn em, Tiếng đàn klông-pút, Thành phố phía Tây, Huyền thoại Pô Na Ga, Ngọn đèn Ba Tơ, Mùa xuân thành phố biển, Hành khúc cựu chiến binh, Bài ca sợi khói, Hành khúc sư đoàn 378, Tình ca Sông Lô, Đường Trường Sơn ca, Ta còn mắc nợ Hồ Tây, Gửi Hà Nội nhớ, Gửi em Hà Nội tình yêu...
Ông được tặng thưởng Huân chương Kháng chiến hạng Nhất, Huân chương chiến công hạng Nhất, Huân chương chiến sĩ vẻ vang, Huân chương Giải phóng hạng Nhất, Nhì, Ba.
Năm 2012, ông đã được tặng Giải thưởng Nhà nước về Văn học Nghệ thuật với các ca khúc: Những ngôi sao xanh, Em thương cô giáo miền cao, Lời ca không tắt, Đắk-Krông mùa xuân về.

## Tác phẩm chính

### Ca khúc
- Những ngôi sao xanh,
- Em thương cô giáo miền cao,
- Lời ca không tắt,
- Đắk-Krông mùa xuân về
- Bốn mùa em đi
- Sợi khói buôn em
- Tiếng đàn klông-pút
- Thành phố phía Tây
- Huyền thoại Pô Na Ga
- Ngọn đèn Ba Tơ
- Mùa xuân thành phố biển
- Hành khúc cựu chiến binh
- Bài ca sợi khói
- Hành khúc sư đoàn 378
- Tình ca Sông Lô
- Đường Trường Sơn ca
- Ta còn mắc nợ Hồ Tây
- Gửi Hà Nội nhớ
- Gửi em Hà Nội tình yêu

## Giải thưởng
- Giải thưởng Nguyễn Đình Chiểu về Âm nhạc (1960-1965)
- Giải thưởng 25 năm Văn học nghệ thuật Khánh Hòa (1975 - 2000)

## Khen thưởng
- Huân chương Kháng chiến hạng Nhất
- Huân chương Chiến công hạng Nhất
- Huân chương Chiến sĩ vẻ vang
- Huân chương Giải phóng hạng Nhất, Nhì, Ba

## Vinh danh
- Giải thưởng Nhà nước về Văn học Nghệ thuật (2012)